# استنلی نوابالی
استنلی نوابالی (انگلیسی: Stanley Nwabali؛ زادهٔ ۱۰ ژوئن ۱۹۹۶) بازیکن فوتبال اهل نیجریه است.
وی همچنین در تیم ملی فوتبال نیجریه بازی کرده است.